# پایو د اخدا
پایو د اخدا (به اسپانیایی: Payo de Ojeda) یک شهرستان در اسپانیا است که در استان پالنسیا واقع شده‌است.

## خصوصیات
پایو د اخدا ۱۹ کیلومترمربع مساحت و ۸۶ نفر جمعیت دارد.